# Goce Tołeski
Goce Tołeski (mac.: Гоце Толески; ur. 5 maja 1977 w Skopju) – macedoński piłkarz występujący na pozycji napastnika.

## Kariera klubowa
W 1999 roku Tołeski został zawodnikiem pierwszoligowego klubu FK Tikwesz. W 2000 roku odszedł do drugoligowego Napredoka. W sezonie 2000/2001 awansował z nim do pierwszej ligi. W trakcie sezonu 2003/2004 przeniósł się do innego pierwszoligowego zespołu – FK Rabotniczki. W sezonie 2004/2005 zdobył z nim mistrzostwo Macedonii.
Na początku 2006 roku Tołeski przeszedł do Renowy, również występującej w pierwszej lidze. Z kolei w styczniu 2007 roku podpisał kontrakt z niemieckim SV Wacker Burghausen z 2. Bundesligi. Do końca sezonu 2006/2007 rozegrał tam 13 ligowych spotkań i zdobył 3 bramki. Następnie Wacker spadł z ligi, a Tołeski odszedł do czeskiego FK SIAD Most. Jego barwy reprezentował przez pół roku.
W styczniu 2008 Tołeski przeszedł do Slavii Praga i w sezonie 2007/2008 zdobył z nią mistrzostwo Czech. W sezonie 2008/2009 grał na wypożyczeniu w Sigmie Ołomuniec. Następnie wrócił do Slavii, jednak grał już tylko w jej rezerwach. W marcu 2010 ponownie został graczem macedońskiej Renowy. W sezonie 2009/2010 wywalczył z nią mistrzostwo Macedonii.
W styczniu 2011 Tołeski przeniósł się do czeskiego klubu FK Mladá Boleslav, z którym w sezonie 2010/2011 zdobył Puchar Czech. W połowie 2011 roku wrócił do Macedonii, do FK Ohrid, a w 2012 roku zakończył tam karierę.

## Kariera reprezentacyjna
W reprezentacji Macedonii Tołeski zadebiutował 17 kwietnia 2002 w wygranym 1:0 towarzyskim meczu z Finlandią, a 9 lutego 2003 w zremisowanym 2:2 towarzyskim pojedynku z Chorwacją strzelił swojego jedynego gola w kadrze. W latach 2002–2007 w drużynie narodowej rozegrał 18 spotkań i zdobył 1 bramkę.